# Ribéracois
Das Ribéracois ist eine französische Landschaft im Nordwesten des Départements Dordogne in der Region Nouvelle-Aquitaine. Sie bildet Teil der touristischen Region Périgord vert.

## Etymologie
Das Ribéracois ist nach der Stadt Ribérac benannt.

## Geographie

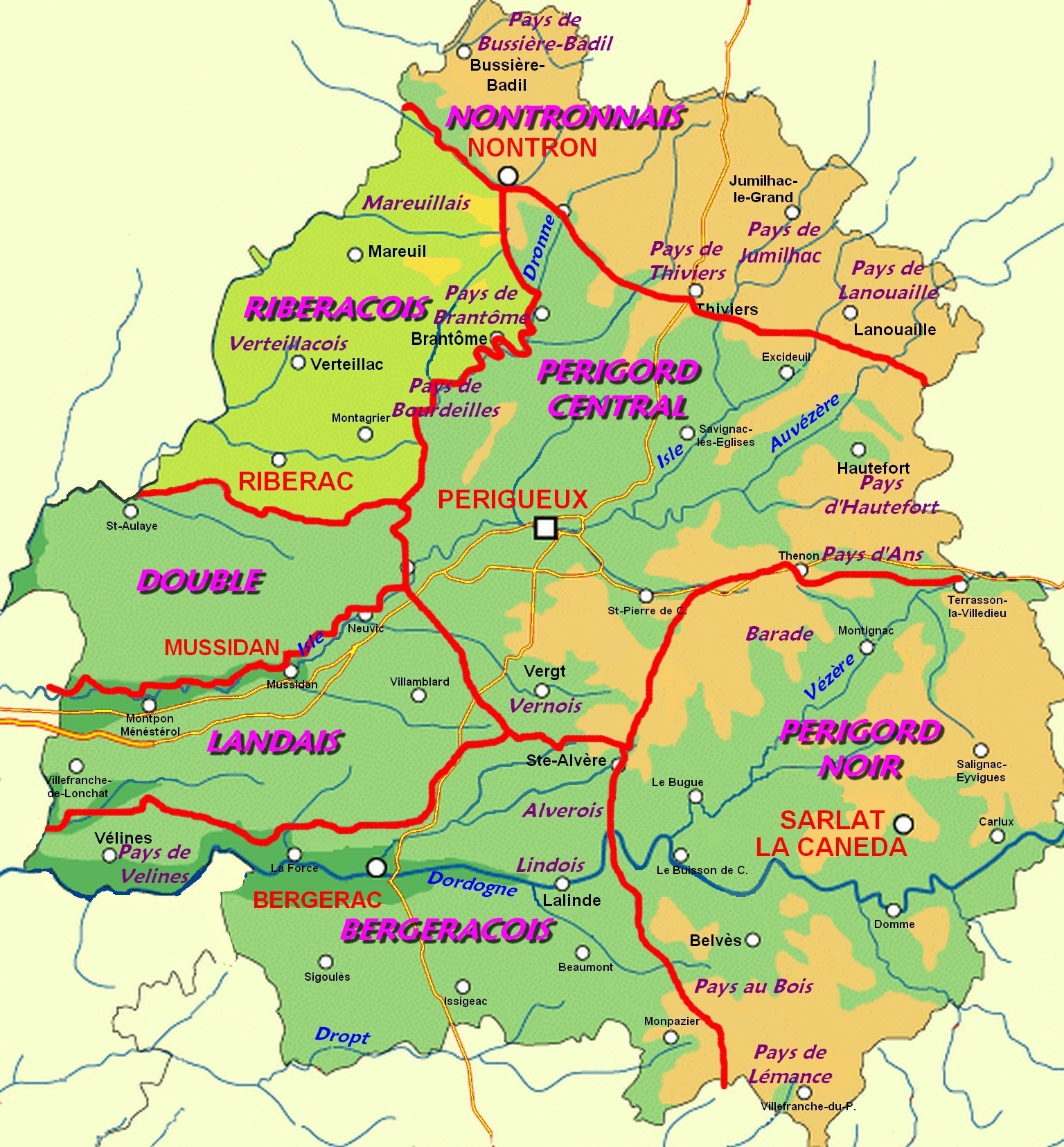
Lagekarte des Ribéracois (in Gelb) im Département Dordogne

Das Ribéracois besteht aus der eigentlichen Umgebung von Ribérac im Süden, dem Verteillacois im Zentrum und dem Mareuillais im Norden. Es wird von folgenden Landschaften umgeben:
- dem Pays d’Horte et Tardoire im Nordwesten
- dem Nontronnais im Norden
- dem Périgord central im Osten
- der Double im Süden
- dem Montmorélien im Westen.[1]

### Verwaltung
Verwaltungsmäßig gehört das Ribéracois zum Arrondissement Périgueux und zum Arrondissement Nontron. Zuständige Gemeindeverbände (Französisch communauté de communes) sind Pays Ribéracois, Dronne et Belle und Périgord Nontronnais.

## Hydrographie

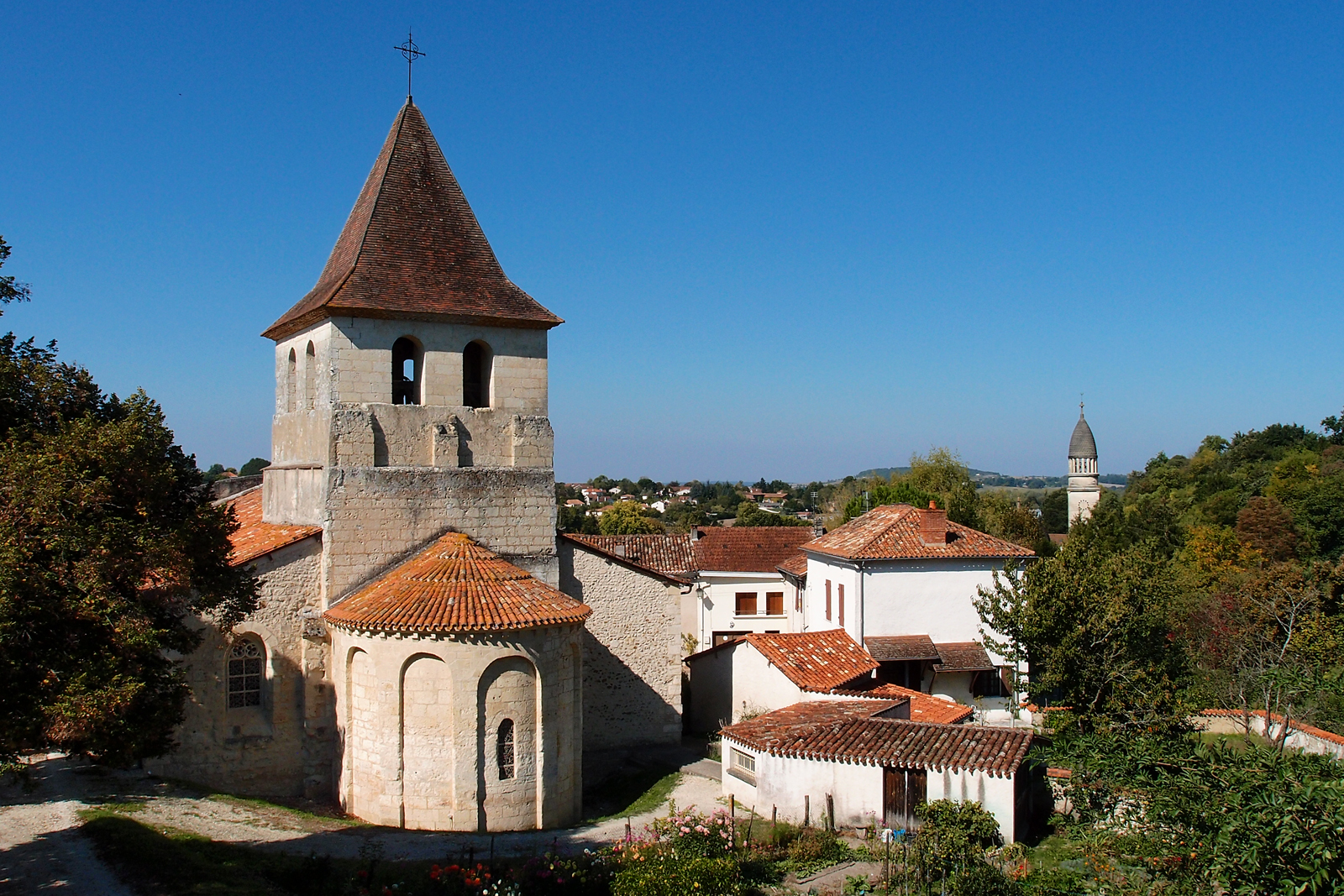
Die Kirche Notre-Dame in Ribérac

Hauptfluss im Ribéracois ist die Dronne, die aus dem Nordosten kommend anfangs die Ostgrenze zum Périgord central bildet. Nach einem Richtungswechsel fließt sie nach Westen an Ribérac vorbei, dreht dann auf Südwest und stellt gleichzeitig den Grenzverlauf zum Montmorélien. Bei Saint-Aulaye erreicht sie die Double. Ein rechtsseitiger Nebenfluss der Dronne ist der Boulou. Der Nordteil wird von der Nizonne und ihrem linken Nebenfluss der Belle in westlicher Richtung entwässert. Die Nizonne ändert ab La Rochebeaucourt-et-Argentine ihren Kurs auf Südwest, wird zum Grenzfluss mit dem Montmorélien und gleichzeitig jetzt als Lizonne bezeichnet. Grenzfluss im Norden ist der nach Nordwesten abfließende Bandiat.

## Geologie
Geologisch liegt das Ribéracois vollständig in flach liegenden mesozoischen und tertiären Sedimenten des Aquitanischen Beckens. Anstehend sind Oberer Jura, Oberkreide und kontinentales Tertiär. Der Malm besteht aus vorwiegend kalkigem Kimmeridgium und Portlandium und findet sich nur im Herzen der La-Tour-Blanche-Antiklinale und der Mareuil-Antiklinale. Die diskordant aufliegende, bis zu 400 Meter mächtige Oberkreide umfasst Cenomanium bis Campanium. Das etwa 40 Meter mächtige kontinentale Tertiär liegt diskordant auf dem Obercampan und besteht aus Ypresium bis Oligozän. Es baut sich im Wesentlichen aus tonhaltigen Sanden auf, in welche Schotterlagen und Gerölle, aber auch grüne, kaolinreiche Tonflatschen und Lignite (im Liegenden) eingeschaltet sind. Diese auch als Sidérolithique oder Sables du Périgord bezeichneten Sedimente wurden in einem innerkontinentalen Delta unter warm-humiden Bedingungen abgesetzt. Das Ypresium hat sich dabei in das Obercampan eingegraben und wird seinerseits vom Lutetium diskordant überdeckt.
Im Tal der Dronne können insgesamt bis zu 9 Terrassen ausgeschieden werden, die während des Quartärs (Altpleistozän bis rezent) im Verlaufe der letzten Eiszeiten angelegt wurden.

### Tektonik

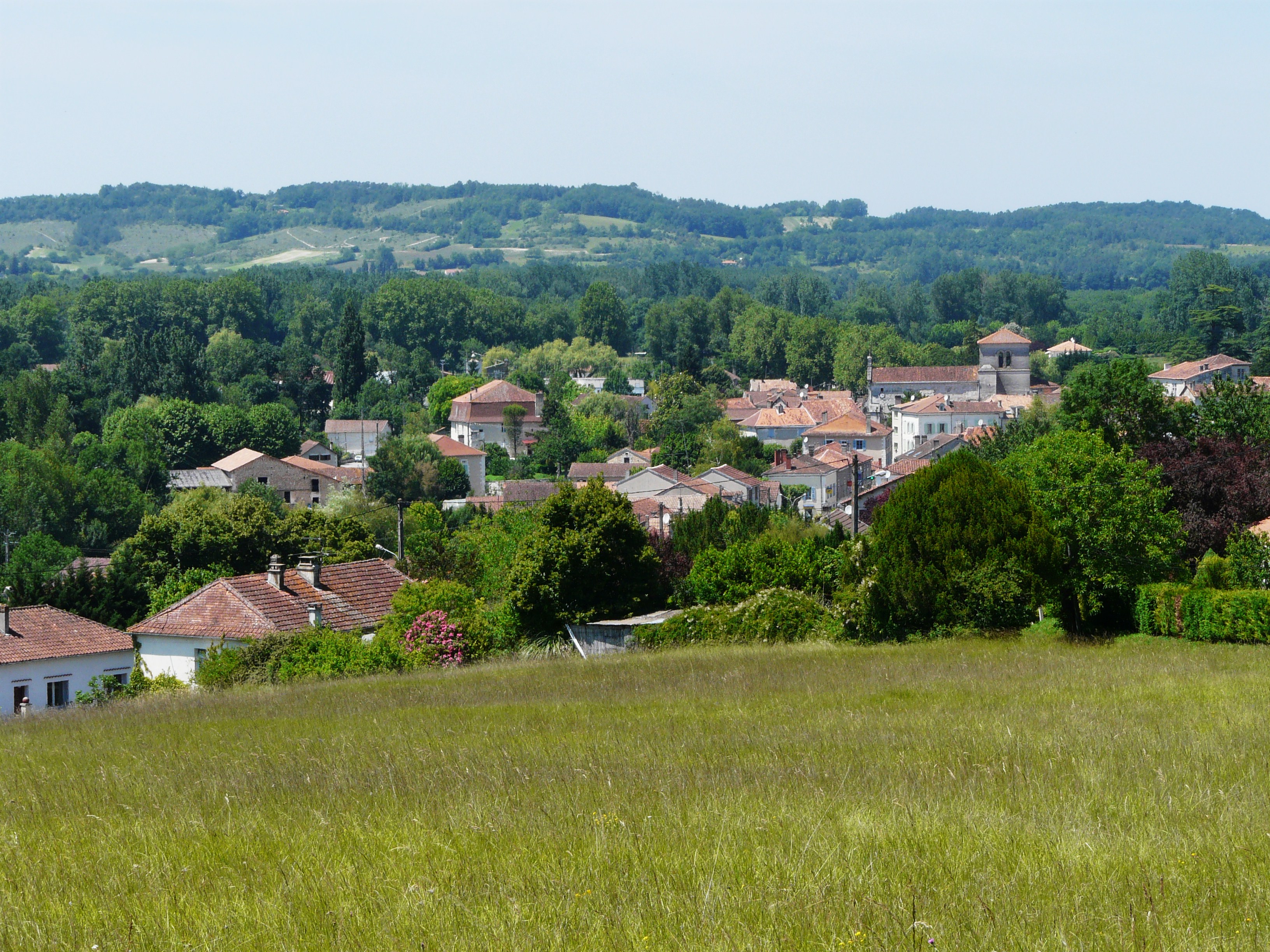
Blick über das an der Dronne gelegene Lisle. Der Höhenzug am Horizont folgt der besprochenen Flexur.

Die flach liegende Schichtfolge wird von zwei Antiklinalzügen unterbrochen, der Mareuil-Antiklinale im Norden und der La-Tour-Blanche-Antiklinale weiter südlich. Beide Aufwölbungen streichen Südsüdost bis Südost. Parallel zur La-Tour-Blanche-Antiklinale verläuft knapp 5 Kilometer weiter südlich eine große Flexur von Verteillac bis Lisle. Die beiden Antiklinalstrukturen wurden bereits im Verlauf der Oberkreide angelegt, erhielten aber wie die Flexur ihre endgültige Ausgestaltung erst im Mitteleozän durch die Fernwirkungen der Pyrenäenorogenese.

## Wirtschaft
Ausschlaggebend für die Wirtschaft des Ribéracois ist nach wie vor die Landwirtschaft. Im milden aber feuchten atlantischen Klima werden Weizen, Hafer, Sonnenblumen und Mais angebaut. Weitere typische Erzeugnisse sind schwarze Trüffel, Steinpilze, Foie gras und Walnüsse.

## Photogalerie

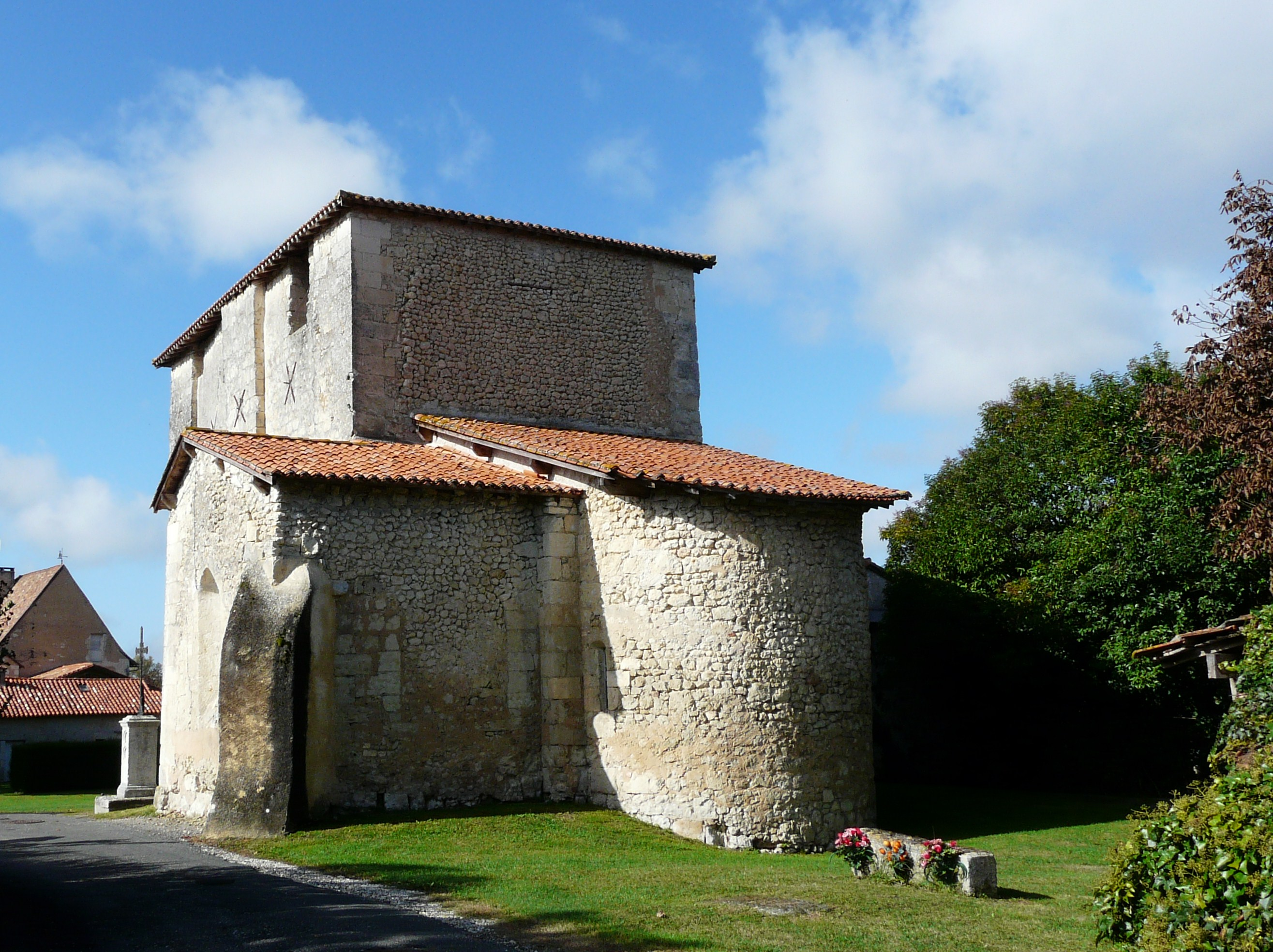
Kirche Saint-Martial in Ribérac
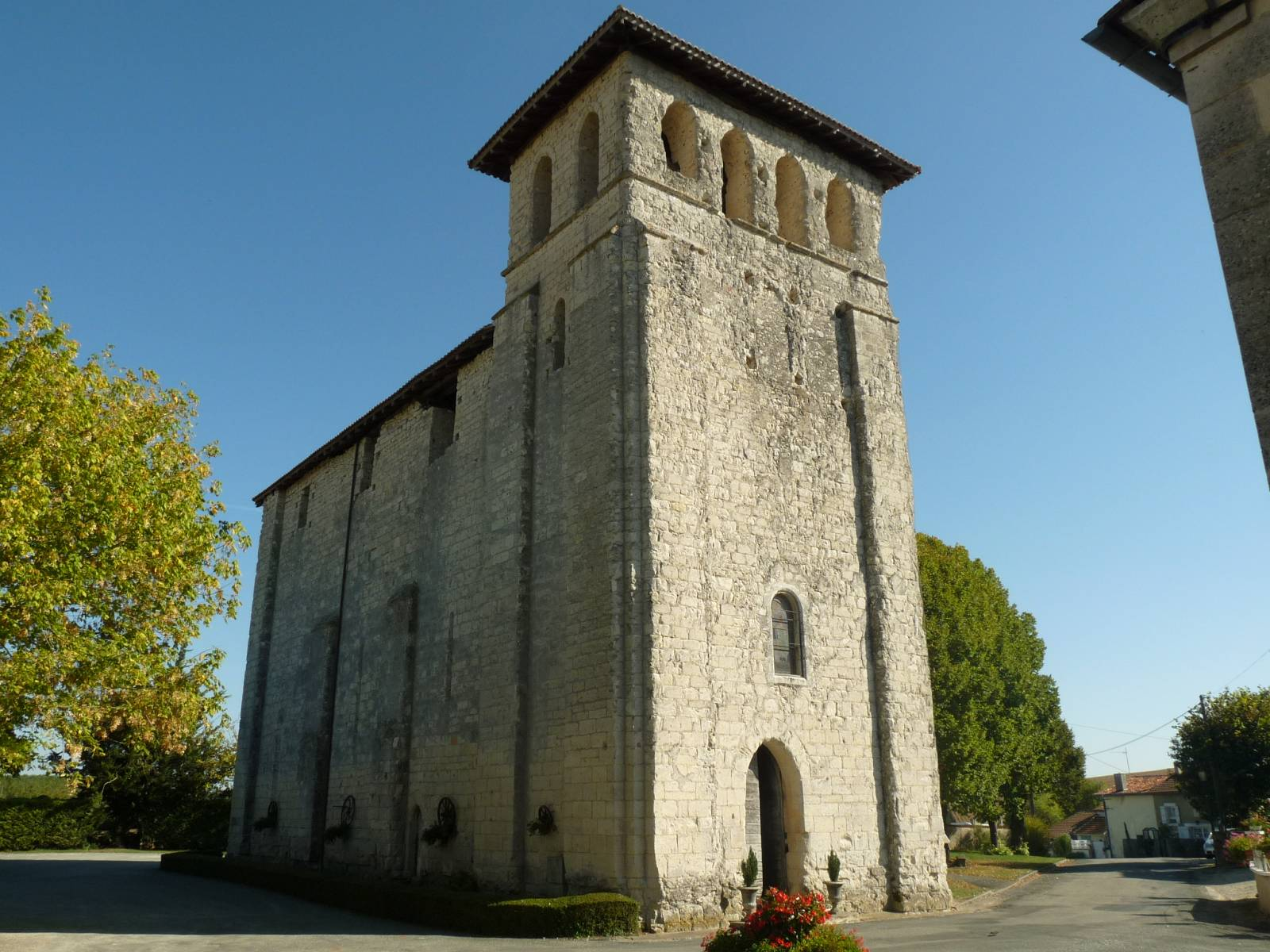
Kirche von Saint-Martial-Viveyrol
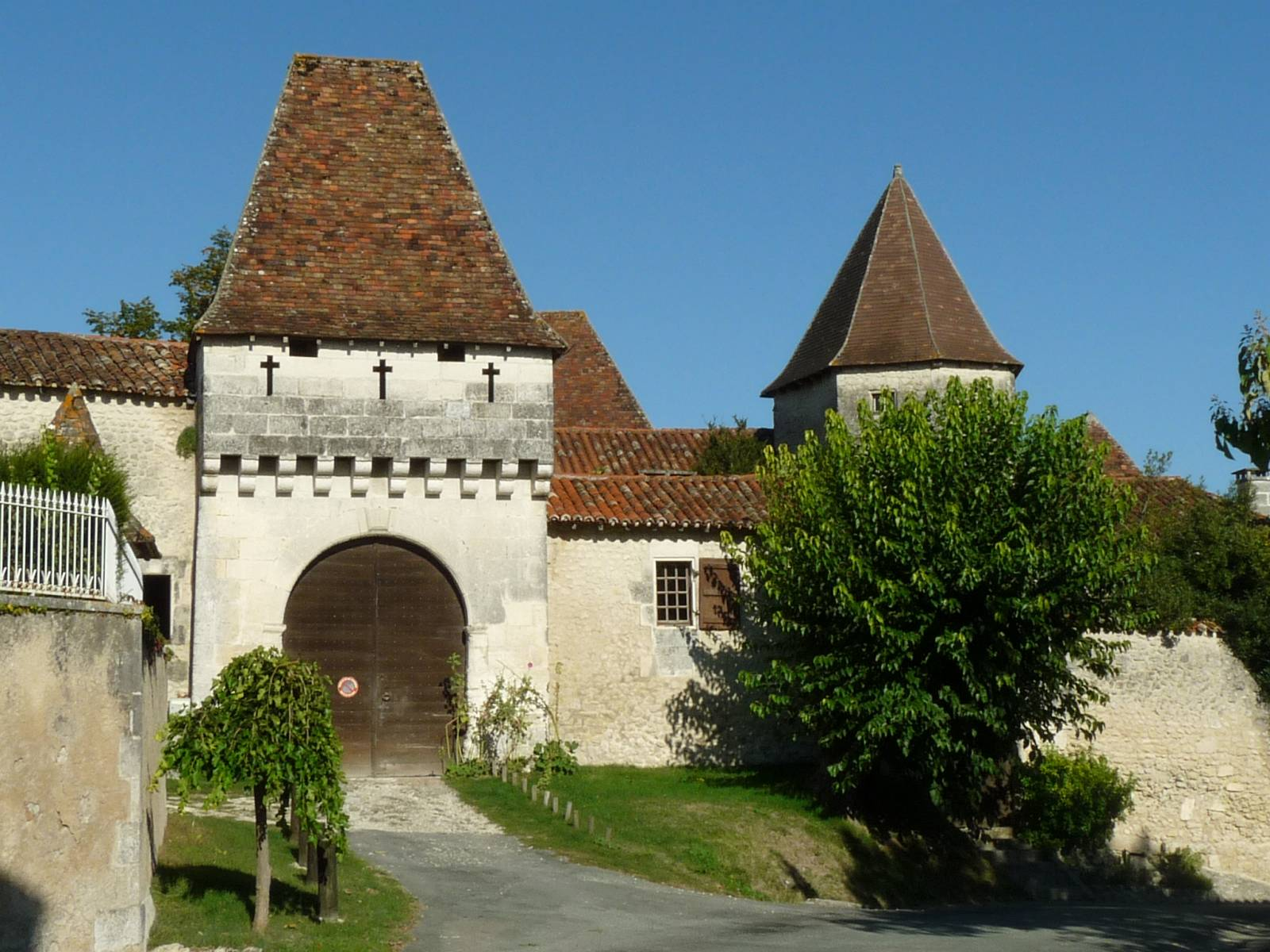
Schloss von Lusignac
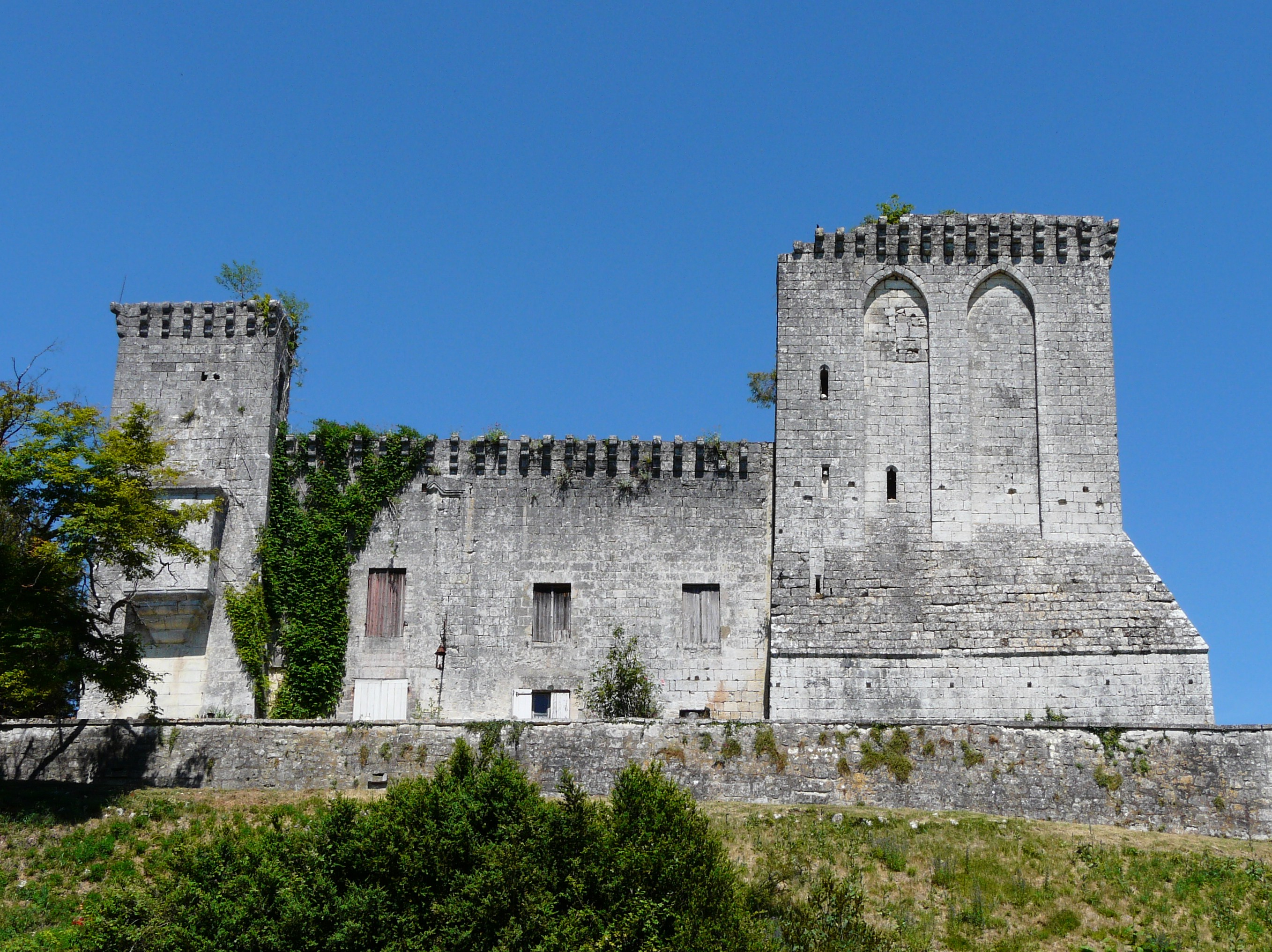
Burg La Tour-Blanche
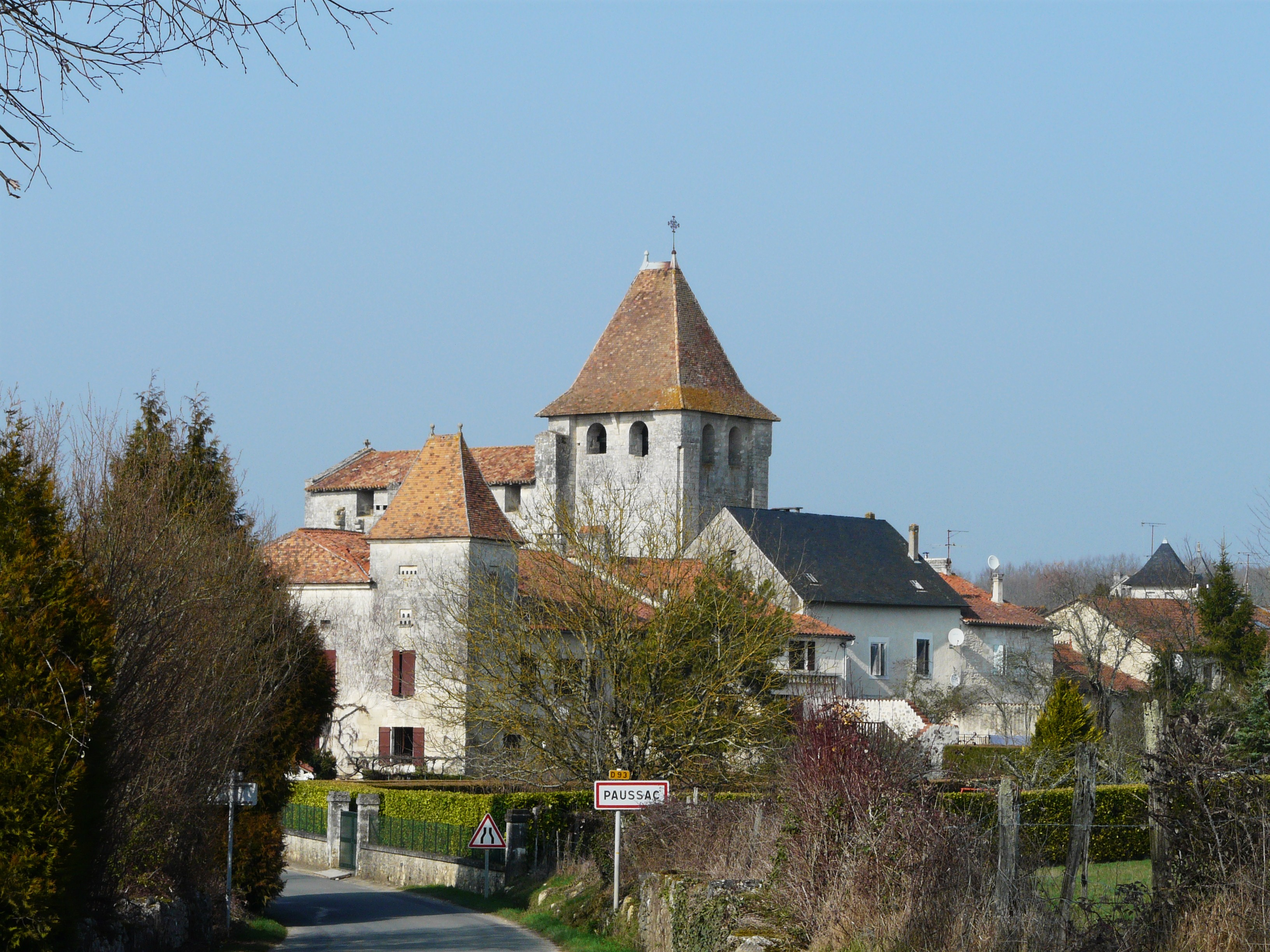
Dorfansicht von Paussac
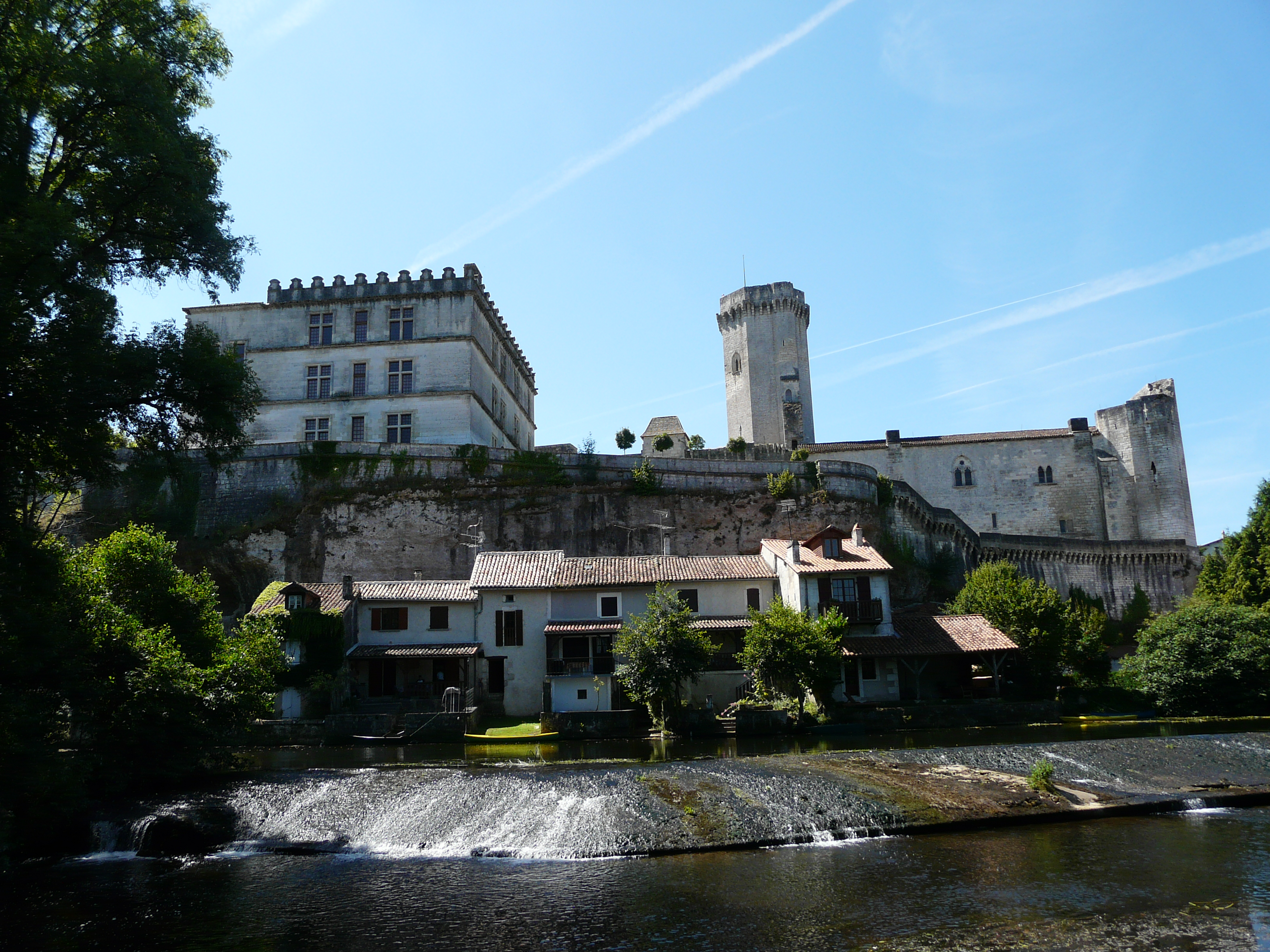
Schloss von Bourdeilles
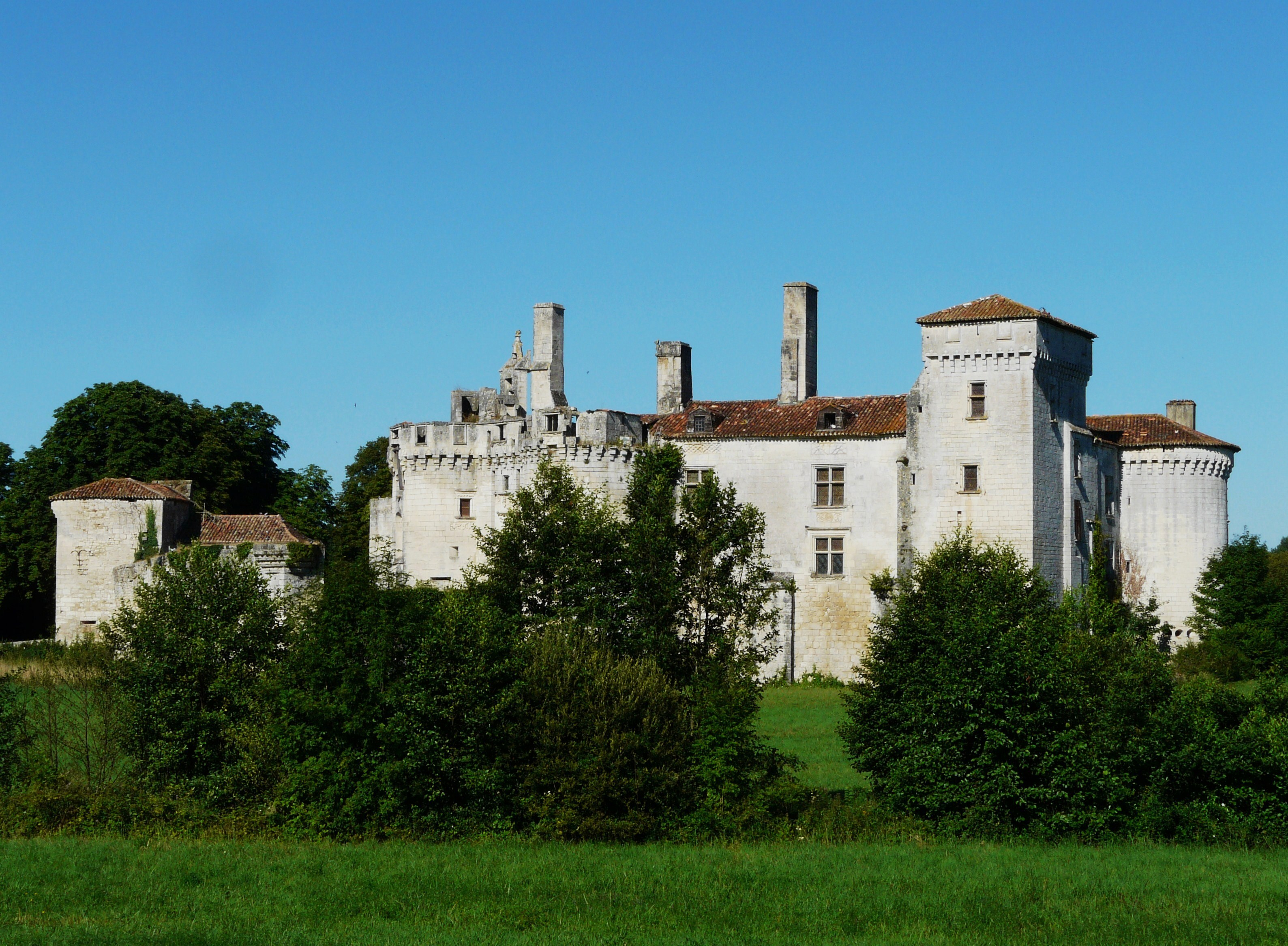
Schloss von Mareuil